# Nycteridopsylla oligochaeta
Nycteridopsylla oligochaeta är en loppart som beskrevs av Vladimir Alekseevich Rybin 1961. Nycteridopsylla oligochaeta ingår i släktet Nycteridopsylla och familjen fladdermusloppor. Inga underarter finns listade i Catalogue of Life.